# Diaudim ibne Alatir
Diaudim ibne Alatir (Ḍiyāʾ ad-Dīn ibn al-Athīr; 1163-1239) foi um importante autor, filólogo e crítico literário que trabalhou para o sultão Saladino (r. 1174–1193) e tornou-se vizir de seu filho Alfedal ibne Saladino (r. 1193–1196).